# Врановци (Буковље)
Врановци су насељено место у саставу општине Буковље у Бродско-посавској жупанији, Република Хрватска.

## Историја
До територијалне реорганизације у Хрватској налазили су се у саставу старе општине Славонски Брод.

## Становништво
На попису становништва 2011. године, Врановци су имали 644 становника.

## Попис1991.
На попису становништва 1991. године, насељено место Врановци је имало 475 становника, следећег националног састава:
| Попис 1991.‍  | Попис 1991.‍  | Попис 1991.‍ | Попис 1991.‍ | Попис 1991.‍ |
| ------------ | ------------ | ----------- | ----------- | ----------- |
|              |              |             |             |             |
| Хрвати       | Хрвати       |             | 448         | 94,31%      |
| Југословени  | Југословени  |             | 4           | 0,84%       |
| Немци        | Немци        |             | 2           | 0,42%       |
| Срби         | Срби         |             | 2           | 0,42%       |
| Пољаци       | Пољаци       |             | 1           | 0,21%       |
| регион. опр. | регион. опр. |             | 1           | 0,21%       |
| непознато    | непознато    |             | 17          | 3,57%       |
| укупно: 475  |              |             |             |             |